# Washington (famiglia)
La famiglia Washington degli Stati Uniti è una delle più importanti e storicamente significative della colonia del Virginia, i cui membri si occuparono prevalentemente di faccende militari e politiche. La famiglia divenne la casata più importante del Nord America quando George Washington, generale vincitore della rivoluzione americana contro gli inglesi, ottenne l'indipendenza delle colonie americane dalla Gran Bretagna e venne eletto primo presidente degli Stati Uniti.

## Storia

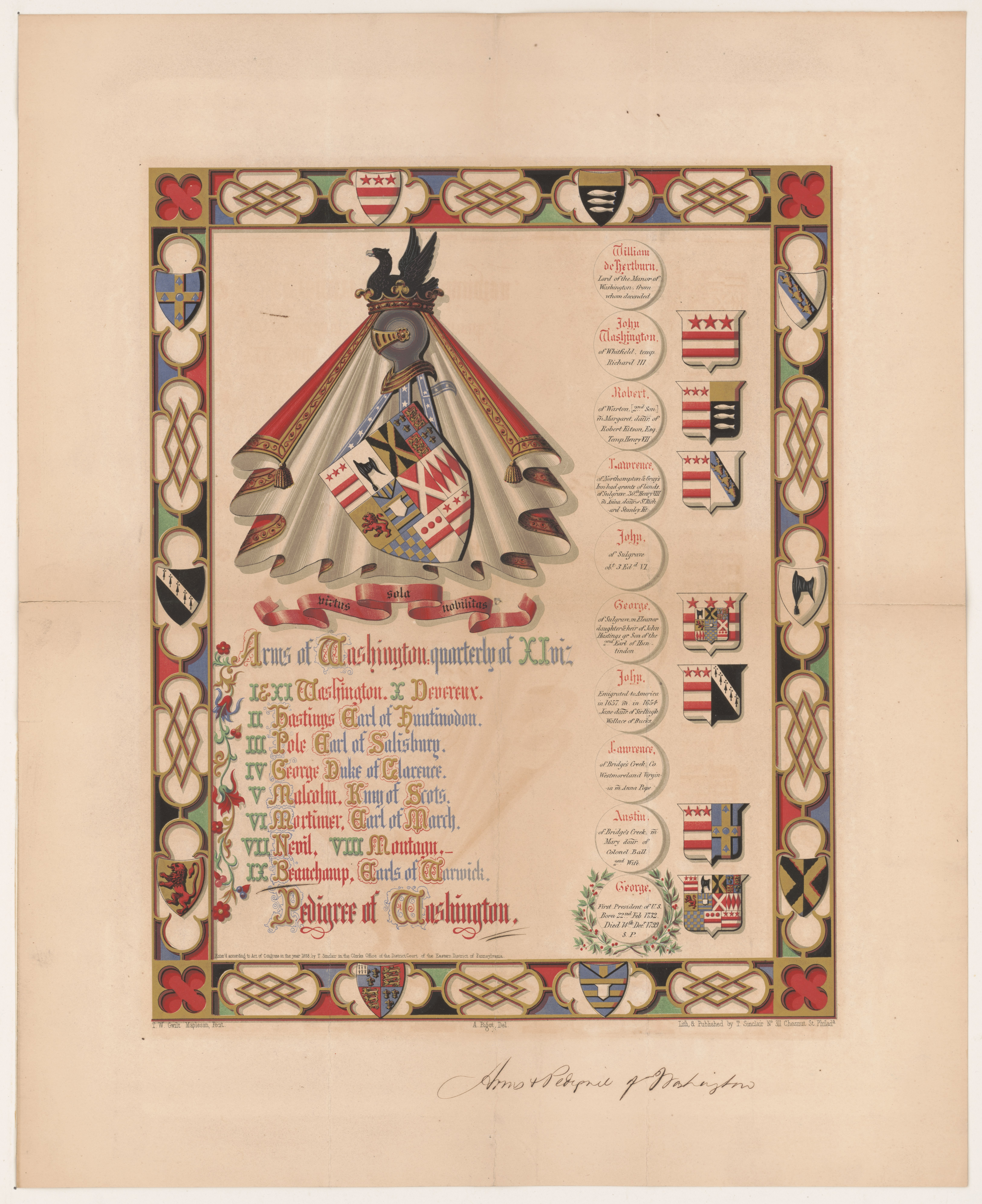
Albero genealogico della famiglia Washington sino a George Washington.

Come nel caso di molte altre famiglie statunitensi di epoca coloniale, anche quella degli Washington trae le proprie origini in Inghilterra dove la prima notizia che abbiamo relativa a questa casata risale al XII secolo. All'epoca infatti i primi membri della famiglia ottennero il possesso di Washington Old Hall nella contea di Durham, in Inghilterra, godendo del diritto di utilizzare un proprio stemma.
Il primo membro di peso della famiglia lo troviamo però nel XVII secolo quando Lawrence Washington, religioso della chiesa d'Inghilterra, venne nominato dapprima lettore all'Università di Oxford e successivamente rettore per i servizi prestati all'arcivescovo di Canterbury, William Laud, nella purga dei sacerdoti puritani negli ambienti universitari, in accordo con le disposizioni di re Carlo I. La sua carriera venne però bruscamente interrotta dalla guerra civile inglese quando i patrioti al fianco di Oliver Cromwell presero il potere in Inghilterra ed egli venne confinato in semi-povertà.
Suo figlio John, vedendo ben poche possibilità in Inghilterra, prese la decisione di emigrare per primo negli Stati Uniti, giungendo in Virginia nel 1657 dove cercò di fare fortuna sfruttando le sue conoscenze in ambito commerciale e mercantile acquisite a Londra ottenendo le prime concessioni terriere nelle colonie (divenne uno dei primi planters) oltre a dedicarsi alla coltivazione, all'esportazione ed alla vendita di tabacco. Venne poi eletto nella House of Burgesses della Virginia e divenne pertanto un politico della colonia. Nel corso degli eventi che portarono alla Bacon's Rebellion del 1676, Washington venne nominato colonnello della milizia della Virginia, inaugurando nella famiglia Washington una certa propensione all'arte militare che perseguiranno molti dei suoi discendenti.
Il figlio di questi, Lawrence sr., si dedicò ulteriormente all'espansione ed al consolidamento delle proprietà terriere del padre, ma soprattutto, come suo padre, si occupò della politica e dell'amministrazione della colonia inglese della Virginia, venendo eletto anch'egli membro della House of Burgesses locale.
Il primogenito di Lawrence sr., Augustine Washington (padre del presidente George Washington) aggiunse nuovi territori alle acquisizioni ottenute dalla sua famiglia in terra americana, distinguendosi anche nell'amministrazione della colonia come giudice di pace ed interessandosi alle problematiche della chiesa anglicana locale.
Dei figli di Augustine, il primogenito Butler morì giovanissimo e pertanto la primogenitura passò a Lawrence jr. che divenne planter e membro fondatore della Ohio Company della Virginia, nonché membro della legislatura coloniale della contea di Fairfax. Si occupò prevalentemente di commercio con l'entroterra degli Stati Uniti dopo aver abbandonato una promettente carriera militare. 
Il figlio primogenito di Augustine e della sua seconda moglie, invece, fu George Washington, noto militare, generale dell'esercito delle colonie americane durante la rivoluzione americana ed eletto in seguito primo presidente degli Stati Uniti d'America dopo che questi ebbero ottenuta l'indipendenza dal Regno di Gran Bretagna. Alla morte dei fratelli maggiori, George si trovò unico erede delle sostanze di suo padre e, oltre a perseguire una promettente carriera militare e politica, si occupò attivamente anche delle proprietà della sua famiglia, in particolare arricchendo ed ingrandendo la tenuta di Mount Vernon che divenne la sua residenza preferita. Non avendo avuto figli dalla propria moglie, Martha, Washington nominò suo erede universale dopo la sua morte il nipote Bushrod Washington, figlio di suo fratello minore John Augustine che proseguì la casata.
Tra gli antenati della famiglia Washington si ricorda anche l'ugonotto francese Nicolas Martiau, giunto in Inghilterra nel 1620 nel tentativo di sfuggire alle persecuzioni in Francia ed in seguito naturalizzato cittadino londinese.

## Albero genealogico
|           |           |                                                     |                                                     |                    |                    |            |                |                |                          |                                     |                                                |                                                |                                       |                                       |                                                                         |                                                                         |                             |                             |                                              |                                                   |                                                   |                                                  |                                                  |                               |                                             |                                             |                     |                     |                    |                    |                     |                     |
|           |           |                                                     |                                                     |                    |                    |            |                |                |                          |                                     |                                                | WASHINGTON                                     |                                       |                                       |                                                                         |                                                                         |                             |                             |                                              |                                                   |                                                   |                                                  |                                                  |                               |                                             |                                             |                     |                     |                    |                    |                     |                     |
|           |           |                                                     |                                                     |                    |                    |            |                |                |                          |                                     |                                                |                                                |                                       |                                       |                                                                         |                                                                         |                             |                             |                                              |                                                   |                                                   |                                                  |                                                  |                               |                                             |                                             |                     |                     |                    |                    |                     |                     |
|           |           |                                                     |                                                     |                    |                    |            |                |                |                          |                                     |                                                |                                                |                                       |                                       |                                                                         |                                                                         |                             |                             |                                              |                                                   |                                                   |                                                  |                                                  |                               |                                             |                                             |                     |                     |                    |                    |                     |                     |
|           |           |                                                     |                                                     |                    |                    |            |                |                |                          |                                     |                                                | John 1470-1528 ⚭ Margaret Kytson               |                                       |                                       |                                                                         |                                                                         |                             |                             |                                              |                                                   |                                                   |                                                  |                                                  |                               |                                             |                                             |                     |                     |                    |                    |                     |                     |
|           |           |                                                     |                                                     |                    |                    |            |                |                |                          |                                     |                                                |                                                |                                       |                                       |                                                                         |                                                                         |                             |                             |                                              |                                                   |                                                   |                                                  |                                                  |                               |                                             |                                             |                     |                     |                    |                    |                     |                     |
|           |           |                                                     |                                                     |                    |                    |            |                |                |                          |                                     |                                                |                                                |                                       |                                       |                                                                         |                                                                         |                             |                             |                                              |                                                   |                                                   |                                                  |                                                  |                               |                                             |                                             |                     |                     |                    |                    |                     |                     |
|           |           |                                                     |                                                     |                    |                    |            |                |                |                          |                                     |                                                | Lawrence 1500-1583 ⚭ Amy Pargiter              |                                       |                                       |                                                                         |                                                                         |                             |                             |                                              |                                                   |                                                   |                                                  |                                                  |                               |                                             |                                             |                     |                     |                    |                    |                     |                     |
|           |           |                                                     |                                                     |                    |                    |            |                |                |                          |                                     |                                                |                                                |                                       |                                       |                                                                         |                                                                         |                             |                             |                                              |                                                   |                                                   |                                                  |                                                  |                               |                                             |                                             |                     |                     |                    |                    |                     |                     |
|           |           |                                                     |                                                     |                    |                    |            |                |                |                          |                                     |                                                |                                                |                                       |                                       |                                                                         |                                                                         |                             |                             |                                              |                                                   |                                                   |                                                  |                                                  |                               |                                             |                                             |                     |                     |                    |                    |                     |                     |
|           |           |                                                     |                                                     |                    |                    |            |                |                |                          |                                     |                                                | Robert 1544-1619 ⚭ Elizabeth Lyte              |                                       |                                       |                                                                         |                                                                         |                             |                             |                                              |                                                   |                                                   |                                                  |                                                  |                               |                                             |                                             |                     |                     |                    |                    |                     |                     |
|           |           |                                                     |                                                     |                    |                    |            |                |                |                          |                                     |                                                |                                                |                                       |                                       |                                                                         |                                                                         |                             |                             |                                              |                                                   |                                                   |                                                  |                                                  |                               |                                             |                                             |                     |                     |                    |                    |                     |                     |
|           |           |                                                     |                                                     |                    |                    |            |                |                |                          |                                     |                                                |                                                |                                       |                                       |                                                                         |                                                                         |                             |                             |                                              |                                                   |                                                   |                                                  |                                                  |                               |                                             |                                             |                     |                     |                    |                    |                     |                     |
|           |           |                                                     |                                                     |                    |                    |            |                |                |                          |                                     |                                                | Lawrence 1568-1616 ⚭ Margaret Butler           |                                       |                                       |                                                                         |                                                                         |                             |                             |                                              |                                                   |                                                   |                                                  |                                                  |                               |                                             |                                             |                     |                     |                    |                    |                     |                     |
|           |           |                                                     |                                                     |                    |                    |            |                |                |                          |                                     |                                                |                                                |                                       |                                       |                                                                         |                                                                         |                             |                             |                                              |                                                   |                                                   |                                                  |                                                  |                               |                                             |                                             |                     |                     |                    |                    |                     |                     |
|           |           |                                                     |                                                     |                    |                    |            |                |                |                          |                                     |                                                |                                                |                                       |                                       |                                                                         |                                                                         |                             |                             |                                              |                                                   |                                                   |                                                  |                                                  |                               |                                             |                                             |                     |                     |                    |                    |                     |                     |
|           |           |                                                     |                                                     |                    | Richard            | Richard    | Thomas         | Thomas         | Gregory                  | Gregory                             | George                                         | George                                         | Lawrence 1602-1653 ⚭ Amphilis Twigden | Lawrence 1602-1653 ⚭ Amphilis Twigden | Robert                                                                  | Robert                                                                  | John                        | John                        | William                                      | William                                           |                                                   |                                                  |                                                  |                               |                                             |                                             |                     |                     |                    |                    |                     |                     |
|           |           |                                                     |                                                     |                    |                    |            |                |                |                          |                                     |                                                |                                                |                                       |                                       |                                                                         |                                                                         |                             |                             |                                              |                                                   |                                                   |                                                  |                                                  |                               |                                             |                                             |                     |                     |                    |                    |                     |                     |
|           |           |                                                     |                                                     |                    |                    |            |                |                |                          |                                     |                                                |                                                |                                       |                                       |                                                                         |                                                                         |                             |                             |                                              |                                                   |                                                   |                                                  |                                                  |                               |                                             |                                             |                     |                     |                    |                    |                     |                     |
|           |           |                                                     |                                                     |                    |                    |            |                |                | Elizabeth 1636 ⚭ Rumbold | Elizabeth 1636 ⚭ Rumbold            | Margaret ⚭ George Talbot                       | Margaret ⚭ George Talbot                       | Martha ⚭ Samuel Hayward               | Martha ⚭ Samuel Hayward               | John 1631-1677 ⚭ Anne Pope                                              | John 1631-1677 ⚭ Anne Pope                                              | William 1641                | William 1641                |                                              |                                                   |                                                   |                                                  |                                                  |                               |                                             |                                             |                     |                     |                    |                    |                     |                     |
|           |           |                                                     |                                                     |                    |                    |            |                |                |                          |                                     |                                                |                                                |                                       |                                       |                                                                         |                                                                         |                             |                             |                                              |                                                   |                                                   |                                                  |                                                  |                               |                                             |                                             |                     |                     |                    |                    |                     |                     |
|           |           |                                                     |                                                     |                    |                    |            |                |                |                          |                                     |                                                |                                                |                                       |                                       |                                                                         |                                                                         |                             |                             |                                              |                                                   |                                                   |                                                  |                                                  |                               |                                             |                                             |                     |                     |                    |                    |                     |                     |
|           |           |                                                     |                                                     |                    |                    |            |                |                |                          |                                     |                                                |                                                | Lawrence 1659-1698 ⚭ Mildred Warner   | Lawrence 1659-1698 ⚭ Mildred Warner   | John II 1661-1698                                                       | John II 1661-1698                                                       | Anne 1662-1697              | Anne 1662-1697              |                                              |                                                   |                                                   |                                                  |                                                  |                               |                                             |                                             |                     |                     |                    |                    |                     |                     |
|           |           |                                                     |                                                     |                    |                    |            |                |                |                          |                                     |                                                |                                                |                                       |                                       |                                                                         |                                                                         |                             |                             |                                              |                                                   |                                                   |                                                  |                                                  |                               |                                             |                                             |                     |                     |                    |                    |                     |                     |
|           |           |                                                     |                                                     |                    |                    |            |                |                |                          |                                     |                                                |                                                |                                       |                                       |                                                                         |                                                                         |                             |                             |                                              |                                                   |                                                   |                                                  |                                                  |                               |                                             |                                             |                     |                     |                    |                    |                     |                     |
|           |           |                                                     |                                                     | John III 1692-1746 | John III 1692-1746 |            |                |                |                          |                                     |                                                |                                                |                                       |                                       |                                                                         |                                                                         |                             |                             |                                              | Augustine 1694-1743 1 ⚭ Jane Butler 2 ⚭ Mary Ball | Augustine 1694-1743 1 ⚭ Jane Butler 2 ⚭ Mary Ball | Mildred 1698–1747 ⚭ Roger Gregory ⚭ Henry Willis | Mildred 1698–1747 ⚭ Roger Gregory ⚭ Henry Willis |                               |                                             |                                             |                     |                     |                    |                    |                     |                     |
|           |           |                                                     |                                                     |                    |                    |            |                |                |                          |                                     |                                                |                                                |                                       |                                       |                                                                         |                                                                         |                             |                             |                                              |                                                   |                                                   |                                                  |                                                  |                               |                                             |                                             |                     |                     |                    |                    |                     |                     |
|           |           |                                                     |                                                     |                    |                    |            |                |                |                          |                                     |                                                |                                                |                                       |                                       |                                                                         |                                                                         |                             |                             |                                              |                                                   |                                                   |                                                  |                                                  |                               |                                             |                                             |                     |                     |                    |                    |                     |                     |
| John 1718 | John 1718 | Warner 1722-1790 ⚭ Elizabeth Macon ⚭ Hannah Fairfax | Warner 1722-1790 ⚭ Elizabeth Macon ⚭ Hannah Fairfax | Matthew 1732       | Matthew 1732       | Henry 1727 | Henry 1727     | Lawrence 1720  | Lawrence 1720            | 1 Lawrence 1718-1752 ⚭ Anne Fairfax | 1 Lawrence 1718-1752 ⚭ Anne Fairfax            |                                                |                                       |                                       | 1 Augustine Jr. 1720-1762                                               | 1 Augustine Jr. 1720-1762                                               | 1 Jane 1722-1735            | 1 Jane 1722-1735            | 2 George 1732-1799 ⚭ Martha Dandridge Custis | 2 George 1732-1799 ⚭ Martha Dandridge Custis      | 2 Betty 1733-1797                                 | 2 Betty 1733-1797                                | 2 Samuel 1734–1781                               | 2 Samuel 1734–1781            | 2 John Augustine 1736–1787 ⚭ Hannah Bushrod | 2 John Augustine 1736–1787 ⚭ Hannah Bushrod | 2 Charles 1738–1799 | 2 Charles 1738–1799 | 1 Butler 1716-1716 | 1 Butler 1716-1716 | 2 Mildred 1739–1740 | 2 Mildred 1739–1740 |
|           |           |                                                     |                                                     |                    |                    |            |                |                |                          |                                     |                                                |                                                |                                       |                                       |                                                                         |                                                                         |                             |                             |                                              |                                                   |                                                   |                                                  |                                                  |                               |                                             |                                             |                     |                     |                    |                    |                     |                     |
|           |           |                                                     |                                                     |                    |                    |            |                |                |                          |                                     |                                                |                                                |                                       |                                       |                                                                         |                                                                         |                             |                             |                                              |                                                   |                                                   |                                                  |                                                  |                               |                                             |                                             |                     |                     |                    |                    |                     |                     |
|           |           | Warner 1751-1829 ⚭ Mary Whiting                     | Warner 1751-1829 ⚭ Mary Whiting                     |                    |                    |            | Jane 1744-1745 | Jane 1744-1745 | Mildred 1748-1749        | Mildred 1748-1749                   | Sarah 1750-1754                                | Sarah 1750-1754                                | Fairfax 1747-1747                     | Fairfax 1747-1747                     | William Augustine 1757-1810 ⚭ Jane Washington ⚭ Mary Lee ⚭ Sarah Tayloe | William Augustine 1757-1810 ⚭ Jane Washington ⚭ Mary Lee ⚭ Sarah Tayloe |                             |                             |                                              |                                                   |                                                   |                                                  | Corbin 1765-1799 ⚭ Hannah Lee                    | Corbin 1765-1799 ⚭ Hannah Lee | Charles 1738                                | Charles 1738                                | Bushrod 1762-1829   | Bushrod 1762-1829   |                    |                    |                     |                     |
|           |           |                                                     |                                                     |                    |                    |            |                |                |                          |                                     |                                                |                                                |                                       |                                       |                                                                         |                                                                         |                             |                             |                                              |                                                   |                                                   |                                                  |                                                  |                               |                                             |                                             |                     |                     |                    |                    |                     |                     |
|           |           |                                                     |                                                     |                    |                    |            |                |                |                          |                                     |                                                |                                                |                                       |                                       |                                                                         |                                                                         |                             |                             |                                              |                                                   |                                                   |                                                  |                                                  |                               |                                             |                                             |                     |                     |                    |                    |                     |                     |
|           |           | Francis 1784-1871 ⚭ Eliza Mason Hall                | Francis 1784-1871 ⚭ Eliza Mason Hall                |                    |                    |            |                |                |                          |                                     | Bushrod 1785-1831 ⚭ Henrietta Brayne Spotswood | Bushrod 1785-1831 ⚭ Henrietta Brayne Spotswood | George Corbin 1789-1854               | George Corbin 1789-1854               | Corbin Aylett 1787-1788                                                 | Corbin Aylett 1787-1788                                                 | William Augustine 1804-1830 | William Augustine 1804-1830 | Augustine 1780-1798                          | Augustine 1780-1798                               |                                                   |                                                  | John Augustine 1789-1832                         | John Augustine 1789-1832      |                                             |                                             |                     |                     |                    |                    |                     |                     |
|           |           |                                                     |                                                     |                    |                    |            |                |                |                          |                                     |                                                |                                                |                                       |                                       |                                                                         |                                                                         |                             |                             |                                              |                                                   |                                                   |                                                  |                                                  |                               |                                             |                                             |                     |                     |                    |                    |                     |                     |
|           |           |                                                     |                                                     |                    |                    |            |                |                |                          |                                     |                                                |                                                |                                       |                                       |                                                                         |                                                                         |                             |                             |                                              |                                                   |                                                   |                                                  |                                                  |                               |                                             |                                             |                     |                     |                    |                    |                     |                     |
|           |           | Allan 1829-1873 ⚭ Sallie Ewing Garner               |                                                     |                    |                    |            |                |                |                          |                                     |                                                |                                                |                                       |                                       |                                                                         |                                                                         |                             |                             |                                              |                                                   |                                                   |                                                  |                                                  |                               |                                             |                                             |                     |                     |                    |                    |                     |                     |
|           |           |                                                     |                                                     |                    |                    |            |                |                |                          |                                     |                                                |                                                |                                       |                                       |                                                                         |                                                                         |                             |                             |                                              |                                                   |                                                   |                                                  |                                                  |                               |                                             |                                             |                     |                     |                    |                    |                     |                     |
|           |           |                                                     |                                                     |                    |                    |            |                |                |                          |                                     |                                                |                                                |                                       |                                       |                                                                         |                                                                         |                             |                             |                                              |                                                   |                                                   |                                                  |                                                  |                               |                                             |                                             |                     |                     |                    |                    |                     |                     |
|           |           | O'Bryan 1870-1950                                   |                                                     |                    |                    |            |                |                |                          |                                     |                                                |                                                |                                       |                                       |                                                                         |                                                                         |                             |                             |                                              |                                                   |                                                   |                                                  |                                                  |                               |                                             |                                             |                     |                     |                    |                    |                     |                     |

## Stemma

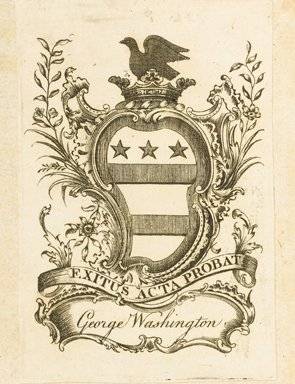
Ex libris di George Washington con lo stemma di famiglia

La famiglia Washington, sin dal XII secolo, aveva ottenuto la concessione di uno stemma proprio, blasonato come segue:
Nello stemma più ampio della famiglia compare anche una corona e un elmo di antica nobiltà (non in uso presso il sistema araldico britannico) con un cimiero raffigurante un corvo uscente dall'elmo. Uno stemma praticamente identico venne utilizzato anche dalla famiglia Le Moyne, descritti come proprietari terrieri nella città di Grafham, nell'Huntingdonshire durante il regno di Enrico II.
Malgrado lo stesso George Washington, come primo presidente democraticamente eletto degli Stati Uniti appartenesse all'ala più liberale dei politici della colonia americana, non va dimenticato che egli era de facto un esponente della gentry americana (in particolare in quanto planter) e pertanto mantenne sempre molto vivi i legami con la sua ascendenza e col proprio albero genealogico, utilizzando frequentemente il suo stemma di famiglia sulle sue proprietà e nei suoi documenti privati, come pure nei suoi ex libris.
Lo stemma della casata dei Washington si trova anche sul Washington Square Arch, eretto a fine Ottocento per celebrare la figura del presidente George Washington.